# Regé-Jean Page
Regé-Jean Page (Londen, april 1988) is een Brits acteur.

## Biografie
Page werd geboren in Londen, bracht zijn jeugd grotendeels door in Harare, Zimbabwe en op veertienjarige leeftijd verhuisde hij weer naar Londen. In 2016 speelde hij mee in de Amerikaanse serie Roots waarin hij Chicken George speelde. In 2018 kreeg hij een grote rol in de serie For the People, een serie van Shonda Rhimes die hem ook castte als hoofdrol, Simon Basset, hertog van Hastings, in de historische reeks Bridgerton, die op 25 december 2020 op Netflix van start ging.   
- Library of Congress Control Number: no2017105452
- Nationale Bibliotheek van Tsjechië: xx0327122
- Virtual International Authority File: 532150323813209972008
- WorldCat: E39PBJqbh3P83bv9Ty4TC7kRrq